# Friedrich von Gentz

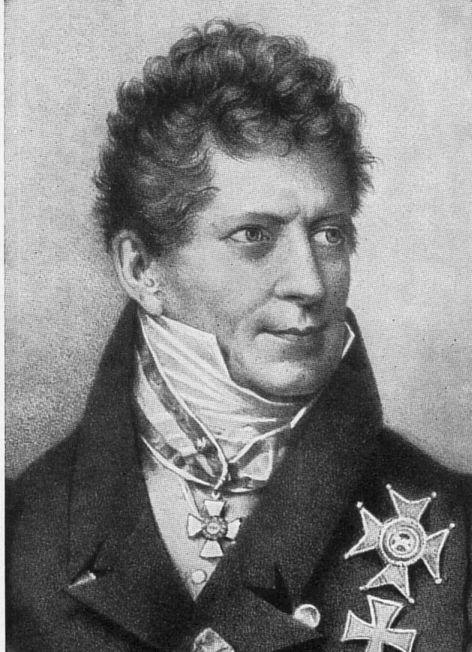
Friedrich von Gentz.

Friedrich von Gentz, född 2 maj 1764 i Breslau i dåvarande Preussen, död 9 juni 1832 i Wien, var en tysk politisk skriftställare.
Gentz var son till en icke adlig tjänsteman i Breslau och anställdes efter universitetsstudier i Königsberg, där han påverkats av Immanuel Kant vid generaldirektoriet i Berlin. Franska revolutionen väckte hans intresse för politik, och han börjande nu sin publicistiska verksamhet, genom vilken han kom att framstå som revolutionsepokens mest talangfulle tyske politiske skriftställare. Han hälsade först franska revolutionen med entusiasm men tog senare avstånd från den under inflytande av den historiska skolan och Edmund Burke, vars Reflections han översatte 1793. Gentz grundade Neue deutsche Monatschrift 1795 och Historische Journal 1799, i vilka han verkade för en moderatliberal politik och brittisk konstitutionalism som bästa värnet mot franska revolutionens idéer.
Den allt starkare aktivismen i Gentz hållning gentemot Frankrike gjorde hans publicistiska verksamhet oförenlig med den preussiska neutralitetspolitiken efter freden i Basel och 1802 gick han i österrikisk tjänst och flyttade till Wien. Personligt bekant med William Pitt den yngre och George Granville samt ekonomiskt understödd av brittiska regeringen, blev han i sin publicistik företrädare för Storbritanniens intressen, främst i den oförsonliga krigspolitiken mot Napoleon.
Efter att 1809 närmare knutits till österrikiska regeringen, närmande han sig efter krigspolitikens misslyckande Klemens von Metternich, och sedan denne övertagit ledningen av politiken, lämnade han sina nationalliberala idéer och verkade i sin skriftställarverksamhet cyniskt och desillusionerat, men med stor skicklighet för Metternichs legitimistiska system. Från 1812 var han dennes förtrogne rådgivare, men tiden hans intime vän och kom därigenom i nära beröring med alla stora politiska frågor i Europa.
Alla hans flygskrifter är manifester mot Napoleon I:s politik. Ett typiskt exempel är Fragmente aus der neuesten Geschichte des politischen Gleichgewichtes in Europa (1806). När franska armén 1805 närmade sig Wien, begav sig Gentz till Dresden och därifrån till det preussiska högkvarteret. Han återvände till Wien 1806 och ingick på nytt i statskansliet, där han utförde politiskt diplomatiska arbeten. Efter ministern greve Stadions fall 1810 blev Gentz dennes efterträdare, Klemens von Metternichs hjälpare och verktyg samt en fiende till liberalismen och till varje friare politisk och religiös riktning. Sina åsikter förfäktade han dels i Augsburger Allgemeine Zeitung, dels i den av honom uppsatta tidningen Österreichischer Beobachter. Han förde som generalsekreterare protokollen vid Wienkongressen 1815 samt spelade en framträdande roll vid kongresserna i Aachen (1818) och Karlsbad (1819).